# Kanton Rives
Der Kanton Rives war bis 2015 ein französischer Wahlkreis im Arrondissement Grenoble, im Département Isère und in der Region Rhône-Alpes. Hauptort war Rives. Vertreter im conseil général des Départements war zuletzt von 1976 bis 2015 Robert Veyret (PCF).

## Gemeinden
Der Kanton umfasste die Wahlberechtigten aus zwölf Gemeinden:
| Gemeinde              | Einwohner Jahr | Fläche km² | Bevölkerungsdichte | Code INSEE | Postleitzahl |
| --------------------- | -------------- | ---------- | ------------------ | ---------- | ------------ |
| Beaucroissant         | 1546 (2013)    | 11,18      | 138 Einw./km²      | 38030      | 38140        |
| Charnècles            | 1504 (2013)    | 5,23       | 288 Einw./km²      | 38084      | 38140        |
| Izeaux                | 2136 (2013)    | 15,54      | 137 Einw./km²      | 38194      | 38140        |
| Moirans               | 7917 (2013)    | 20,06      | 395 Einw./km²      | 38239      | 38430        |
| La Murette            | 1843 (2013)    | 4,22       | 437 Einw./km²      | 38270      | 38140        |
| Réaumont              | 1019 (2013)    | 4,95       | 206 Einw./km²      | 38331      | 38140        |
| Renage                | 3606 (2013)    | 5,1        | 707 Einw./km²      | 38332      | 38140        |
| Rives                 | 6012 (2013)    | 10,93      | 550 Einw./km²      | 38337      | 38140        |
| Saint-Blaise-du-Buis  | 1004 (2013)    | 5,44       | 185 Einw./km²      | 38368      | 38140        |
| Saint-Cassien         | 1149 (2013)    | 5,67       | 203 Einw./km²      | 38373      | 38500        |
| Saint-Jean-de-Moirans | 3329 (2013)    | 6,43       | 518 Einw./km²      | 38400      | 38430        |
| Vourey                | 1643 (2013)    | 6,88       | 239 Einw./km²      | 38566      | 38210        |